# トイ・ウォーズ
トイ・ウォーズ (ToyWars、MicroVolts、H.A.V.E. Online) は、NQ Gamesが開発し、日本ではガンホー・オンライン・エンターテイメント（2011年1月 - 2014年3月）とGJ Games（株式会社 UtoPlanet、2014年3月 - 2016年3月）が運営し、ハンゲームがチャネリングサービスを展開していたTPSオンラインゲーム。「トイウォ」「TW」「TWs」などと略される。2016年3月31日をもって日本におけるサービスが終了した。
本作は、韓国SK imediaが開発したオンラインTPS『H.A.V.E online』の日本語版に相当するが、新規ユーザー層を取り込む目的から演出面の強化や日本のアニメ作品とのコラボレーションといったカルチャライズ施策がとられており、原作とは別物と評するメディアもあった。
一般的なプレイヤー同士の対戦 (PvP) のほか、1人のプレイヤーがBOTと対戦するシングルモード (PvE)、同様に複数のプレイヤー同士がPvEを行う協力プレイ (co-op) が実装されている。基本プレイ料金無料のオンラインゲームであり、収益形態は課金アイテムやアバターなどの販売による。

## 沿革
日本においては、サービス開始当初はガンホー・オンライン・エンターテイメントにより運営されていた。クローズドベータテストが2011年1月31日から2011年2月7日に行われ、2011年3月2日から2011年3月8日にオープンベータテストが行われた。正式にサービスを開始したのは2011年3月9日。
2014年3月7日、運営会社がガンホー・オンライン・エンターテイメントよりGJ Games（株式会社UtoPlanet）に移管され、同日ガンホーゲームズでのゲームサービス提供を終了。あわせてプチ・トイ・ウォーズサービスや、トイ・ウォーズSNS、Facebook、Twitterの公開も終了した。なおハンゲームからのチャネリングサービスは継続して行われた。
2016年1月7日、NQ Gamesの開発業務が終了することに伴い、サービス提供が困難な状況になるため、2016年3月31日15時をもってサービスの提供を終了することを発表。
2016年3月31日、日本におけるサービスを終了した。

## ストーリー
日向高校フィギュア部を舞台として、部長の彩川鳴実らをはじめとする多彩なキャラクター達のドタバタ劇が、本ゲームの核となっている。チェス盤、学校、戦争で破壊された市街地、庭園、船、おもちゃ箱など、箱庭として作りこまれたジオラマを舞台に、プレイヤーはフィギュア部の部員達を模した電動フュギュアを操り、様々な武器を手にして戦う。

## システム
基本モードでは7種類ある銃や接近武器を装備することができる。
サービス開始以来、プレイヤーの基本HP（体力）は1000であったが、2013年1月16日に実施されたアップデートの「Dimension4.0」により2倍の2000となり、PvPの対戦モードで相手プレイヤーに瞬殺されることは少なくなった。また、瀕死の状態まで追い詰めた相手を、ほかのプレイヤーがキルすると、瀕死にしたプレイヤーにも経験値が入るアシストシステムが導入された。

## 登場キャラクター
※ゲーム中、下の名前はカタカナで表記されるため、読み仮名はそれに準ずる。

### フィギュア部
彩川 鳴実（あやかわ ナルミ）
声 - 佐藤利奈
フィギュア部の部長。明るい性格で、何に対しても深く考えずに行動することが多い。副部長の祐介とは幼馴染。ナルミ一号機を所有している。
葉霧 祐介（はぎり ユウスケ）
声 - 岸尾だいすけ
フィギュア部の副部長。まじめな性格だが、いつも鳴実に振り回されている。ヤマトを所有している。
春日 永遠（かすが トワ）
声 - 石原夏織
フィギュア部部員の1人。おっとりとした性格で、別れ際に「ノシ」などと口に出す変わり者。一人で行動することが多く、フィギュアの研究に熱中している。レボルトを所有している。
神野 琴音（かみの コトネ）
声 - 大原さやか
フィギュア部部員の1人。神野財閥のお嬢様であり、上品な性格だが、天然で涙もろい一面を見せる。ナイトメアを所有している。

### ホビークラ部
倉光 麗（くらみつ レイ）
声 - 喜多村英梨
ホビークラ部の部長。倉光コンツェルンの一人娘で、琴音とも幼いころから社交的交流がある。何事にも努力を惜しまず、上流階級を維持するために日々奮闘している。ジャンヌを所有している。
長峰 涼（ながみね リョウ）
声 - 山中真尋
ホビークラ部部員の1人。ブロディを所有している。
橘 風流（たちばな フウリュウ）
声 - 今井麻美
ホビークラ部部員の1人。一閃を所有している。
海藤 茜（かいどう アカネ）
声 - 近藤唯
ホビークラ部部員の1人。ガルド少佐を所有している。

### 声楽部
三澤 響子（みさわ キョウコ）
声 - 三澤紗千香
日本人とイギリス人のクォーター。歌の勉強のためにロンドンへ留学していた。高校生になった時点で既に有名なアーティストとして活躍しており、成績優秀で運動神経も良い秀才。日向高校では声楽部を設立した。判断力が高いが、何事もすぐに即決してしまう性格のため会話が続かず、不器用な一面も見せる。トイ・ウォーズの第2期オープニングテーマを歌う。レーヴェンを所有している。

### フィギュア
本作に登場するフィギュアは、複数のシリーズから構成されており、それぞれ外見が異なる。なお、各キャラクターが所有するフィギュアは、その所有者と感情や性格がリンクしている。

#### プリンセスシリーズ
ナルミ一号機
声 - 小倉唯 / 日笠陽子 / 佐藤利奈 / 伊藤かな恵 / 茅野愛衣
鳴実が所有するフィギュア。自分に正直で、自分より立場が上なフィギュアにはへりくだるなど、げんきんな性格の持ち主。
一閃
声 - 今井麻美
風流が所有するフィギュア。レボルトと似た雰囲気を放っているが、自分自身について語ろうとしないため、その多くは謎に包まれている。
レーヴェン
声 - 三澤紗千香
響子が所有するフィギュア。持ち主と同じく不器用な性格だが、フィギュア部に所属するフィギュアたちにあいさつ代わりの先制攻撃を仕掛けるなど、何事にも怖気づかない心の強さを見せる。

#### ディーヴァシリーズ
ナイトメア
声 - 悠木碧 / 竹達彩奈 / 大原さやか / 伊藤静 / 沢城みゆき
琴音が所有するフィギュア。琴音とは正反対の性格で、クールな言動が多い。
ジャンヌ
声 - 喜多村英梨
麗が所有するフィギュア。

#### ブレイカーシリーズ
レボルト
声 - チョー / 藤原啓治 / 若本規夫 / 立木文彦 / 黒田崇矢
永遠が所有するフィギュア。持ち主と同じく孤独を好み、他のフィギュアと関わることも少ない。他のフィギュアには自らを「レボルト軍曹」と呼ばせており、みんなのリーダー役を果たす。チュートリアルモードにおいては、プレイヤーへの指導をこなす。

#### ヒーローシリーズ
ヤマト
声 - 岡本信彦 / 岸尾だいすけ / 杉田智和 / 小野友樹
祐介が所有するフィギュア。
ガルド少佐
声 - 岩瀬周平
茜が所有するフィギュア。

#### クリーチャーシリーズ
ブロディ
声 - 山本兼平
涼が所有するフィギュア。ゾンビマッチにおいて親ゾンビとして登場する。初期HPが非常に高く設定されている。
ハイド
声 - 上坂すみれ
ゾンビマッチにおいて、プリンセスシリーズおよびディーヴァシリーズが、ゾンビプレイヤーから攻撃を受けるとゾンビ化しハイドとなる。
ジキル
声 - 高瀬泰幸
ゾンビマッチにおいて、ブレイカーシリーズおよびヒーローシリーズが、ゾンビプレイヤーから攻撃を受けるとゾンビ化しジキルとなる。

#### サイモンシリーズ
サイモン
声 - 青木竜彦 / 武田直人 / 水無月翔 / 小山力也
国土安全保障省所属のエージェントだったが、作戦中に家族と身体のほとんどを失い、サイボーグに生まれ変わった（ゲーム内の説明より）。

#### エルフシリーズ
アテナ
声 - 美木沙文 / 鳴海なのか / 三木谷奈々 / 芹澤優
所有者不明のフィギュア。「人間と共に世界を救え」と命じられ、しぶしぶ旅に出た。

#### シリーズ名未発表
ソフィーティア
声 - 木下鈴奈 / れい香 / 山田奈央子 / たかはし智秋
格闘ゲームのヒロイン「ソフィーティア」がフィギュアで発売。ジュークカンパニー製作。
シャキル・カーン
声 - 羽根光祐 / 相良イツキ / 大橋隆昌
全世界で4千万枚のアルバムを売り上げた人気ラッパーがフィギュア化したもの。アドトイ社製作。

### その他
案内人
声 - 藤原啓治
ファイアオーガスター
対マシン戦のco-opモードとして実装された「魔シン戦」に登場する大型のボスキャラクター。プレイヤーが操作するキャラクターの数十倍の巨体を持ち、四角い頭部を3本の伸縮するアームが支えている。多彩な武装を有しており、頭部の左右側面には連装大型ロケットを装備。口の中には高炉を内蔵しており、火炎放射器として機能する。頭部に生えているプラグ状の武器からは、広範囲の稲妻攻撃や赤い球体のボムが発射される。また、アームでは踏みつけ攻撃も行う。

## 武器
戦闘は、主に銃によって行われる。その多くは架空の銃となっており、それぞれ独特な性能を持っている。武器の種類や設定によっては、着弾箇所にビスが描画される。ただし、近接武器も数多く実装されており、近接武器専用のモードも存在する。これらの武器のほとんどは、戦闘中に得られるバッテリーを消費することで、最大9段階まで性能を強化することが可能である。また、特定のモードのみで使用可能な専用武器も存在する。
| カテゴリ名   | 主な例                  | 備考 |
| ------------ | ----------------------- | --- |
| 近接武器     | - ナイフ - チェーンソー | 射撃武器と比べて装備中の移動速度が速く、2段ジャンプが可能となる。 1発の威力は高いが、溜め時間がある。 |
| マシンガン   | - 機関銃 - ピストル     | ガトリングと比べ、正確な射撃が可能となる。また、ズーム機能により、ある程度の狙撃も可能。 |
| ショットガン | 散弾銃                  | 瞬間的なダメージが高い。 |
| ライフル     | 狙撃銃                  | 独自のスコープがセットされており、ズーム倍率や表示されるレティクルが異なる。 ヘッドショットすると高威力となり、相手が即死することもある。                                                                                            |
| ガトリング   | ガトリングガン          | 高い火力に加え、携帯可能だが、移動速度が極めて遅くなる。 また、余熱時間が設定されており、クリックから発射までには時間がかかる。 また、撃ち続けると銃身が加熱し、オーバーヒートすると射撃が停止する。再発射には冷却時間が必要となる。 |
| バズーカ     | バズーカ                | 着弾すると爆発する弾頭を発射する。爆風に巻き込まれた敵プレイヤーをジャンプさせるノックバック効果がある。なお、弾頭が直撃すると大ダメージを与えられる。                                                                               |
| グレネード   | グレネードランチャー    | 様々なグレネード弾を曲線弾道で発射する。 着弾と同時に起爆する物もあるが、多くは壁や床などに当たると反射し、指定時間が経過するか、敵が触れると起爆する。 バズーカと同様のノックバック効果､弾頭の直撃による大ダメージもある。          |

## アイテム
メディック
死亡後のリスポーン時間(死亡後待機時間)を短縮する効果がある。
乾電池500
武器を強化する際に必要となる「エネルギー」を500増やす。
乾電池1000
エネルギーを1000増やす。ストーリーモードで入手可能。

## タイアップ
ゲーム内アバターや武器において、課金くじの形式でタイアップを展開している。
| タイトル                                     | タイアップ先                       | 備考     |
| -------------------------------------------- | ---------------------------------- | -------- |
| フィギュア☆スターvol.1                       | 涼宮ハルヒの消失                   | 販売終了 |
| フィギュア☆スターvol.2                       | ストライクウィッチーズ             | 販売終了 |
| フィギュア☆スターvol.3                       | 魔法少女まどか☆マギカ              | 販売終了 |
| フィギュア☆スターvol.4                       | ストライクウォッチーズ第2弾        | 販売終了 |
| フィギュア☆スターvol.5                       | こぴはん                           | 販売終了 |
| フィギュア☆スターvol.6                       | Fate/Zero                          | 販売終了 |
| フィギュア☆スターvol.7                       | Fate/Zero第2弾                     | 販売終了 |
| フィギュア☆スターvol.8                       | ギルティクラウン                   | 販売終了 |
| フィギュア☆スターvol.9                       | LASTEXILE 銀翼のファム             | 販売終了 |
| フィギュア☆スターvol.10                      | ブラックラグーン                   | 販売終了 |
| フィギュア☆スターvol.11                      | GOSICK                             | 販売終了 |
| フィギュア☆スターvol.12                      | とある魔術の禁書目録               | 販売終了 |
| フィギュア☆スターvol.13                      | うぽって                           | 販売終了 |
| フィギュア☆スターvol.14                      | 探偵オペラ ミルキィホームズ        | 販売終了 |
| フィギュア☆スターvol.15                      | モーレツ宇宙海賊                   | 販売終了 |
| フィギュア☆スターvol.16                      | ファッションブランド『Emily』      | 販売終了 |
| フィギュア☆スターvol.17                      | ファッションブランド『FAKE TOKYO』 | 販売終了 |
| フィギュア☆スターvol.18                      | PSYCHO-PASS サイコパス             | 販売終了 |
| フィギュア☆スターvol.19                      | AKB0048                            | 販売終了 |
| フィギュア☆スターvol.20                      | 戦姫絶唱シンフォギア               | 販売終了 |
| フィギュア☆スターvol.21                      | 魔法先生ネギま!                    | 販売終了 |
| フィギュア☆スター『ロボットガールズZ』       | ロボットガールズZ                  | 販売終了 |
| フィギュア☆スター『ロボットガールズZ 第2弾』 | ロボットガールズZ                  | 販売終了 |

## 主題歌
オープニングテーマ
「Shooting☆Smile」
作詞 - 前山田健一 / 作曲 - 俊龍 / 歌 - ゆいかおり
「Fire bullet」（第2期オープニングテーマ）
作詞 - 龍波しゅういち / 作曲 - 稲井ゆう / 編曲 - ほぼ日P / 歌 - 三澤響子（声：三澤紗千香）